# Erodium garamantum
Erodium garamantum är en näveväxtart som först beskrevs av René Charles Maire, och fick sitt nu gällande namn av Guittonneau. Erodium garamantum ingår i släktet skatnävor, och familjen näveväxter. Inga underarter finns listade i Catalogue of Life.